# 美咲フォント
美咲フォント（みさきフォント）は 8 × 8 ピクセルサイズの ビットマップフォントである。ゴシック体と明朝体が存在する。現在はアウトラインフォントの試験版も公開している。元々は、ポケットコンピュータ（ポケコン）用に使われていた恵梨沙フォントが見辛かったために、その代替フォントとして作られた。

## 対応している文字規格
- JIS 第一水準
- JIS 第二水準

## 採用例
- MapFanのRPG風マップ[4][5]

### 電子工作本
- 『mbed電子工作レシピ』 P.143 勝純一 2016年1月23日 ISBN 978-4798142531
- 『31バイトでつくるアセンブラプログラミング: アセンブラ短歌の世界』 P.215 坂井弘亮、他 2017年9月26日 ISBN 978-4839949464